# Sadegh Laridschani

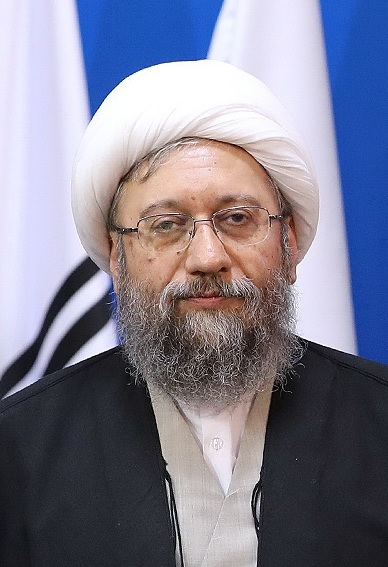
Sadegh Laridschani (2017)

Sadegh Laridschani (persisch صادق لاریجانی‎; * 12. März 1961 in Nadschaf, Irak) ist ein schiitischer Geistlicher mit dem Titel Hodschatoleslam, seit 2001 Mitglied des Wächterrats und wurde 2009 von Revolutionsführer Ajatollah Ali Chamenei zum Chef der Justiz des Iran ernannt. Er folgte auf Mahmud Haschemi Schahrudi, dessen Amtszeit von Revolutionsführer Chamenei nicht mehr verlängert worden war. Zeitgleich mit der Ernennung von Laridschani nach den umstrittenen Wahlen 2009 im Iran wurde der von Argentinien wegen Mordes gesuchte und bei Interpol zur Verhaftung ausgeschriebene Ahmad Vahidi Verteidigungsminister. Sadegh Laridschani übt das Amt des Oberhaupts der Justiz weiterhin aus. Er trägt inzwischen den Titel eines Ajatollah, wie auch aus dem Kopf seiner eigenen Webseite ersichtlich ist.

## Auseinandersetzung mit Abdolkarim Sorusch
Im Jahre 1992 verfasste Sadegh Laridschani ein Buch zur Widerlegung von Abdolkarim Sorusch. In dieser Widerlegung mit dem Titel „Religiöse Erkenntnis“ (Maʿrefat-e dīnī) wies er vor allem Soruschs Theorie von der Wandelbarkeit der religiösen Erkenntnis zurück. Laridschani hat sich allerdings immer für eine argumentative Auseinandersetzung mit Sorusch ausgesprochen. Als Sorusch im Oktober 1995 in einer Teheraner Universität verprügelt wurde, forderte er öffentlich, dass Soruschs Ideen diskutiert werden müssten, aber nicht pauschal abgelehnt werden dürften.

## Systematische Rechtsbeugung
Laridschani trägt Mitverantwortung für eine rechtsbeugende Willkürjustiz, die – unter Verstoß der Iranischen Verfassung, die Religionsfreiheit vorsieht – Mitglieder des Bahai-Glaubens unter vorgeschobenen Gründen zu langjährigen Haftstrafen verurteilt.
Obwohl im Justizsystem der Islamischen Republik Iran häufig minimale Standards fehlen und auch massiv gegen islamisches Recht verstoßen wird, welches die Todesstrafe nur nach umfangreicher Beweissicherung zulässt, ist für Sadegh Laridschani die westliche Kulturinvasion vergleichbar mit einer militärischen Invasion. Er erklärte, er habe sich viele Jahre darauf vorbereitet, der kulturellen Invasion entgegenzutreten.

## Korruption
Laut einer Meldung von Sahham News hat der iranische Internet-TV-Kanal DorrTV am 23. Oktober 2016 berichtet, dass unter dem Namen von Ajatollah Sadegh Laridschani 63 Bankkonten bei der iranischen Zentralbank geführt werden. Auf diesen Konten seien insgesamt 1000 Milliarden Toman – umgerechnet etwa 250 Millionen Euro – deponiert, für die das Oberhaupt der Justiz laut Amad-News jährlich 250 Milliarden Toman (also über 62 Millionen Euro) Zinsen erhalten soll. Als dies ruchbar wurde, sollen zwei Direktoren der Zentralbank ein Dossier über die Konten erstellt und dem iranischen Wirtschaftsminister Ali Tayebnia vorgelegt haben. Der brachte das im Kabinett zur Sprache, informierte Staatspräsident Hassan Rohani und die staatliche Kontrollkammer wurde eingeschaltet. Hassan Rohani ersuchte um eine Unterredung bei Ajatollah Chamenei und machte ihn auf die Vorwürfe gegen das Oberhaupt der Justiz aufmerksam. Die Reaktion des Justizoberhaupts war rasch: Er ließ den Wirtschaftsminister einberufen und machte ihm Vorhaltungen, wieso er die Informationen dem Kabinett vorgelegt und den Staatspräsident informiert habe. Die beiden Bankdirektoren, die das Dossier erstellten, sowie zwei Ermittler der Kontrollkammer wurden inhaftiert.

## Familie
Sadegh Laridschani ist Sohn des Ajatollahs Haschem Amoli und der jüngere Bruder des iranischen Parlamentspräsidenten Ali Laridschani, die weiteren Brüder sind: Mohammad-Javad Laridschani, Direktor des Instituts für theoretische Physik und Mathematik in Teheran, Bagher Laridschani, Direktor der Tehran University of Medical Sciences, und Fazel Laridschani, iranischer Kulturattaché in Ottawa. „Die Familie Laridschani mit vier einflussreichen Brüdern verkörpert wie keine andere die Intellektuellen der Islamischen Republik.“